# Mckinstryíta
La mckinstryíta es un mineral de la clase de los minerales sulfuros. Fue descubierta en 1966 en una mina de la zona de Cobalt, en la provincia de Ontario (Canadá), siendo nombrada así en honor de Hugh E. McKinstry, geólogo norteamericano. Un sinónimo poco usado es el de mackinstryita.

## Características químicas
Es un sulfuro de plata y cobre, antes aceptado por la Asociación Mineralógica Internacional como de fórmula química (Ag,Cu)2S, pero que estudios más recientes parecen dar una fórmula de Ag5-xCu3+xS4 -con x entre 0 y 0,28- como estructura cristalina básica para este mineral.

## Formación y yacimientos
Se forma junto con otros sulfuros en yacimientos de minerales de plata por alteración hidrotermal de baja temperatura, probablemente por debajo de 94,4 °C, a menudo asociado con los minerales stromeyerita y jalpaíta, químicamente relacionados con él.
Suele encontrarse asociado a otros minerales como: plata nativa, arsenopirita, stromeyerita, actinolita, calcita, bornita, calcocita, djurleíta, digenita, tennantita, wittichenita, bismuto, rammelsbergita, balkanita, plata mercúrica, cinabrio, pirita, barita o aragonito.